# Epicoma subargentata
Epicoma subargentata är en fjärilsart som beskrevs av Walker 1865. Epicoma subargentata ingår i släktet Epicoma och familjen tandspinnare. Inga underarter finns listade i Catalogue of Life.